# Kreisgericht Essen
Das Kreisgericht Essen war von 1849 bis 1879 ein preußisches Kreisgericht mit Sitz in Essen.

## Geschichte
Die „Verordnung über die Aufhebung der Privatgerichtsbarkeit und des eximierten Gerichtsstandes sowie über die anderweitige Organisation der Gerichte“ vom 2. Januar 1849 hob die Patrimonialgerichtsbarkeit auf. Gleichzeitig wurde das Appellationsgericht Hamm geschaffen, dem Kreisgerichte, darunter das Kreisgericht Essen zugeordnet waren. Sein Sprengel umfasste einen Teil des Landkreises Duisburg mit den Städten Essen, Kettwig, Steele und Werden. Das zuständige Schwurgericht war das Kreisgericht Wesel. Zwei Gerichtskommissionen wurde in Werden eingerichtet. Gerichtstage wurden in Kettwig gehalten. Der Sprengel des Kreisgerichts umfasste 50.390 Gerichtseingesessene (1859). Am Gericht waren ein Direktor und 14 Kreisrichter tätig.
Mit den Reichsjustizgesetzen wurden die Gerichte im Deutschen Reich vereinheitlicht. Das Kreisgericht Essen wurde 1879 aufgehoben. Neu eingerichtet wurde nun das Amtsgericht Essen im Bezirk des Landgerichtes Essen.
Die Gerichtskommission Schwerte wurde 1879 ebenfalls aufgehoben und das Amtsgericht Schwerte gebildet.